# 1298
Il 1298 (MCCXCVIII in numeri romani) è un anno  del XIII secolo.

## Eventi
- 22 luglio - Battaglia di Falkirk: Nell'ambito delle Guerre di indipendenza scozzesi, gli inglesi, comandati da re Edoardo I, sconfissero i ribelli scozzesi.
- Inizia la costruzione del campanile di Giotto, che è la torre campanaria di Santa Maria del Fiore, la Cattedrale di Firenze.
- 7 settembre - Battaglia di Curzola: Fu un conflitto armato, svoltosi nei pressi dell'isola omonima, tra la Repubblica di Venezia e quella di Genova.
- Mentre è in prigione, a Genova, Marco Polo detta il racconto del proprio viaggio.
- 1º dicembre - Forte terremoto tra Rieti e Spoleto di cui è testimone anche il Papa (terremoto del reatino del 1298).
- Sant'Ambrogio di Milano, San Gregorio Magno, Sant'Agostino d'Ippona e San Girolamo vengono nominati dottori della Chiesa.

## Nati
- 12 dicembre - Alberto II lo Sciancato, nobile austriaco († 1358)
- Angelo Acciaiuoli, vescovo cattolico italiano († 1357)
- Bernardo II de Cabrera, nobile spagnolo († 1364)
- Carlo d'Angiò, nobile italiano († 1328)
- Maria di Borgogna, nobildonna francese († 1336)
- Andrew Murray, militare scozzese († 1338)
- Sebastiano Napodano, giurista italiano († 1362)
- Maria di Savoia, baronessa di Faucigny, principessa († 1334)

## Morti
- 14 marzo - Pietro di Giovanni Olivi, francescano, predicatore e teologo francese
- 25 marzo - Sigfrido I di Anhalt-Zerbst, principe
- 3 giugno - Pietro dell'Aquila, cardinale e vescovo cattolico italiano
- 11 giugno - Iolanda di Polonia, principessa e religiosa ungherese (n. 1235)
- 2 luglio - Adolfo di Nassau, sovrano
- 23 luglio - Teodoro III d'Armenia, re (n. 1271)
- 3 agosto - Jean di Nanteuil, vescovo cattolico francese
- 25 agosto - Alberto II di Sassonia, nobile tedesco (n. 1250)
- 11 settembre - Filippo d'Artois, nobile francese (n. 1269)
- 25 settembre - Isabella di Lussemburgo, marchesa (n. 1247)
- 29 settembre - Guido da Montefeltro, militare, politico e religioso italiano
- 19 novembre - Matilde di Hackeborn, religiosa, mistica e santa tedesca
- 30 dicembre - Ugo Aycelin de Billom, cardinale e vescovo cattolico francese
- 31 dicembre - Humphrey de Bohun, III conte di Hereford, nobile inglese
- Anna di Borgogna, nobile francese (n. 1255)
- Giovanni Balbi, grammatico e teologo italiano
- Teodorico de' Borgognoni, medico e vescovo cattolico italiano (n. 1206)
- Bruno
- Jacopo del Cassero, magistrato e condottiero italiano
- Andrea Dandolo, politico e ammiraglio italiano
- Saba Malaspina, vescovo cattolico e storico italiano
- Giovanni da Procida, medico, politico e diplomatico italiano (n. 1210)
- Ramkhamhaeng, re siamese
- William de Beauchamp, IX conte di Warwick, nobile inglese (n. 1237)
- Smilec di Bulgaria, sovrano bulgaro
- Aimerico IV di Narbona, nobile francese
- Jacopo da Varazze, vescovo cattolico e poeta italiano

## Calendario
| Calendario 1298 | Calendario 1298 | Calendario 1298 | Calendario 1298 | Calendario 1298 | Calendario 1298 | Calendario 1298 | Calendario 1298 | Calendario 1298 | Calendario 1298 | Calendario 1298 | Calendario 1298 | Calendario 1298 | Calendario 1298 | Calendario 1298 | Calendario 1298 | Calendario 1298 | Calendario 1298 | Calendario 1298 | Calendario 1298 | Calendario 1298 | Calendario 1298 | Calendario 1298 | Calendario 1298 | Calendario 1298 | Calendario 1298 | Calendario 1298 | Calendario 1298 | Calendario 1298 | Calendario 1298 | Calendario 1298 | Calendario 1298 | Calendario 1298 |
| --------------- | --------------- | --------------- | --------------- | --------------- | --------------- | --------------- | --------------- | --------------- | --------------- | --------------- | --------------- | --------------- | --------------- | --------------- | --------------- | --------------- | --------------- | --------------- | --------------- | --------------- | --------------- | --------------- | --------------- | --------------- | --------------- | --------------- | --------------- | --------------- | --------------- | --------------- | --------------- | --------------- |
|                 | 1               | 2               | 3               | 4               | 5               | 6               | 7               | 8               | 9               | 10              | 11              | 12              | 13              | 14              | 15              | 16              | 17              | 18              | 19              | 20              | 21              | 22              | 23              | 24              | 25              | 26              | 27              | 28              | 29              | 30              | 31              |                 |
| Gennaio         | Me              | Gi              | Ve              | Sa              | Do              | Lu              | Ma              | Me              | Gi              | Ve              | Sa              | Do              | Lu              | Ma              | Me              | Gi              | Ve              | Sa              | Do              | Lu              | Ma              | Me              | Gi              | Ve              | Sa              | Do              | Lu              | Ma              | Me              | Gi              | Ve              |                 |
| Febbraio        | Sa              | Do              | Lu              | Ma              | Me              | Gi              | Ve              | Sa              | Do              | Lu              | Ma              | Me              | Gi              | Ve              | Sa              | Do              | Lu              | Ma              | Me              | Gi              | Ve              | Sa              | Do              | Lu              | Ma              | Me              | Gi              | Ve              |                 |                 |                 |                 |
| Marzo           | Sa              | Do              | Lu              | Ma              | Me              | Gi              | Ve              | Sa              | Do              | Lu              | Ma              | Me              | Gi              | Ve              | Sa              | Do              | Lu              | Ma              | Me              | Gi              | Ve              | Sa              | Do              | Lu              | Ma              | Me              | Gi              | Ve              | Sa              | Do              | Lu              |                 |
| Aprile          | Ma              | Me              | Gi              | Ve              | Sa              | Do              | Lu              | Ma              | Me              | Gi              | Ve              | Sa              | Do              | Lu              | Ma              | Me              | Gi              | Ve              | Sa              | Do              | Lu              | Ma              | Me              | Gi              | Ve              | Sa              | Do              | Lu              | Ma              | Me              |                 |                 |
| Maggio          | Gi              | Ve              | Sa              | Do              | Lu              | Ma              | Me              | Gi              | Ve              | Sa              | Do              | Lu              | Ma              | Me              | Gi              | Ve              | Sa              | Do              | Lu              | Ma              | Me              | Gi              | Ve              | Sa              | Do              | Lu              | Ma              | Me              | Gi              | Ve              | Sa              |                 |
| Giugno          | Do              | Lu              | Ma              | Me              | Gi              | Ve              | Sa              | Do              | Lu              | Ma              | Me              | Gi              | Ve              | Sa              | Do              | Lu              | Ma              | Me              | Gi              | Ve              | Sa              | Do              | Lu              | Ma              | Me              | Gi              | Ve              | Sa              | Do              | Lu              |                 |                 |
| Luglio          | Ma              | Me              | Gi              | Ve              | Sa              | Do              | Lu              | Ma              | Me              | Gi              | Ve              | Sa              | Do              | Lu              | Ma              | Me              | Gi              | Ve              | Sa              | Do              | Lu              | Ma              | Me              | Gi              | Ve              | Sa              | Do              | Lu              | Ma              | Me              | Gi              |                 |
| Agosto          | Ve              | Sa              | Do              | Lu              | Ma              | Me              | Gi              | Ve              | Sa              | Do              | Lu              | Ma              | Me              | Gi              | Ve              | Sa              | Do              | Lu              | Ma              | Me              | Gi              | Ve              | Sa              | Do              | Lu              | Ma              | Me              | Gi              | Ve              | Sa              | Do              |                 |
| Settembre       | Lu              | Ma              | Me              | Gi              | Ve              | Sa              | Do              | Lu              | Ma              | Me              | Gi              | Ve              | Sa              | Do              | Lu              | Ma              | Me              | Gi              | Ve              | Sa              | Do              | Lu              | Ma              | Me              | Gi              | Ve              | Sa              | Do              | Lu              | Ma              |                 |                 |
| Ottobre         | Me              | Gi              | Ve              | Sa              | Do              | Lu              | Ma              | Me              | Gi              | Ve              | Sa              | Do              | Lu              | Ma              | Me              | Gi              | Ve              | Sa              | Do              | Lu              | Ma              | Me              | Gi              | Ve              | Sa              | Do              | Lu              | Ma              | Me              | Gi              | Ve              |                 |
| Novembre        | Sa              | Do              | Lu              | Ma              | Me              | Gi              | Ve              | Sa              | Do              | Lu              | Ma              | Me              | Gi              | Ve              | Sa              | Do              | Lu              | Ma              | Me              | Gi              | Ve              | Sa              | Do              | Lu              | Ma              | Me              | Gi              | Ve              | Sa              | Do              |                 |                 |
| Dicembre        | Lu              | Ma              | Me              | Gi              | Ve              | Sa              | Do              | Lu              | Ma              | Me              | Gi              | Ve              | Sa              | Do              | Lu              | Ma              | Me              | Gi              | Ve              | Sa              | Do              | Lu              | Ma              | Me              | Gi              | Ve              | Sa              | Do              | Lu              | Ma              | Me              |                 |